# Louis-Gregory Strolger
Louis-Gregory Strolger, dit Lou Strolger, est un astronome américain.
Le Centre des planètes mineures le crédite de la découverte de l'astéroïde transneptunien (47171) Lempo, effectuée le 1er octobre 1999, avec la collaboration d'Eric P. Rubenstein. Il a également codécouvert la supernova SN Wilson.
Il est membre de l'Union astronomique internationale.